# Émetteur du Haut-Folin

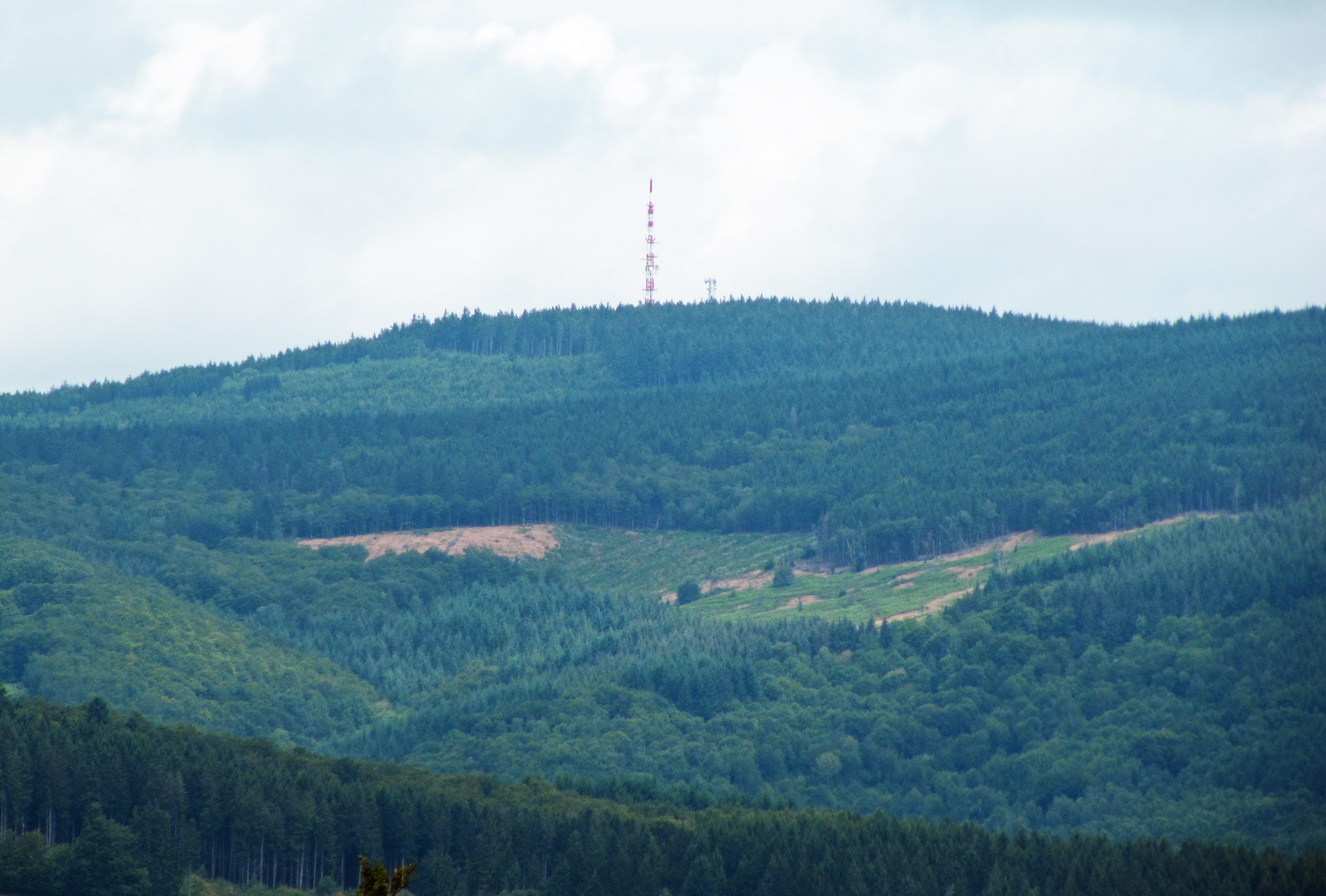
L'émetteur vu depuis le mont Beuvray.

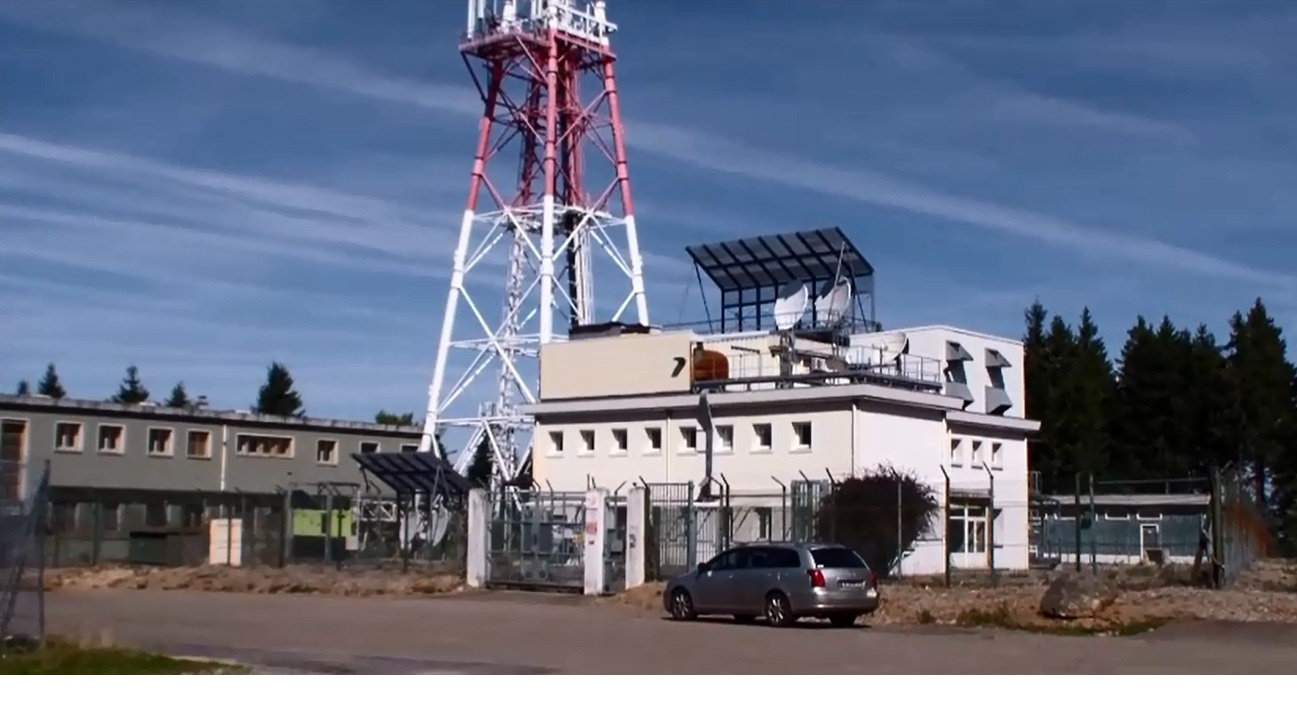
La base de l'émetteur.

L'émetteur du Haut-Folin, situé au Bois du Roi, dans le Morvan, à la frontière de la Saône-et-Loire et de la Nièvre, est un site de diffusion principalement pour la télévision numérique et la radio FM mais qui dispose aussi de relais pour la téléphonie mobile et d'autres transmissions. Il se présente comme une tour hertzienne de 103 mètres de haut. Il est exploité par l'opérateur TDF. Il se trouve à 10 km du village de Saint-Prix et à 30 km d'Autun.

## Télévision

### Télévision analogique
L'émetteur du Haut-Folin a émis 5 chaînes en analogique jusqu'à l'arrêt de la diffusion en analogique en région Bourgogne et Franche-Comté le 16 novembre 2010.
| Chaîne             | Canal | Puissance (PAR) |
| ------------------ | ----- | --------------- |
| TF1                | 48H   | 140 kW          |
| France 2           | 51H   | 140 kW          |
| France 3 Bourgogne | 54H   | 140 kW          |
| France 5 / Arte    | 45H   | 50 kW           |
| M6                 | 42H   | 50 kW           |

Concernant Canal+ en analogique, les Autunois pouvaient la recevoir grâce à l'émetteur situé sur la montagne Saint-Sébastien sur le canal 10V avec 100 W de puissance PAR.

### Télévision numérique[2]
| Multiplex | Canaux | Puissances (PAR) | Diffuseur |
| --------- | ------ | ---------------- | --------- |
| R1        | 48H    | 40 kW            | Towercast |
| R2        | 42H    | 28 kW            | Towercast |
| R3        | 32H    | 40 kW            | TDF       |
| R4        | 35H    | 40 kW            | Towercast |
| R6        | 37H    | 40 kW            | Towercast |
| R7        | 39H    | 25 kW            | Towercast |

#### Multiplex R1
| LCN | Nom de la chaîne   |
| --- | ------------------ |
| 2   | France 2           |
| 3   | France 3 Bourgogne |
| 14  | France 4           |
| 27  | France Info        |
| 33  | France 3 Auxerre   |

#### Multiplex R2
| LCN | Nom de la chaîne |
| --- | ---------------- |
| 8   | C8               |
| 15  | BFM TV           |
| 16  | CNews            |
| 17  | CStar            |
| 18  | Gulli            |

#### Multiplex R3
| LCN | Nom de la chaîne |
| --- | ---------------- |
| 4   | Canal+           |
| 26  | LCI              |
| 41  | Paris Première   |
| 42  | Canal+ Sport     |
| 43  | Canal+ Cinéma(s) |
| 45  | Planète+         |

#### Multiplex R4
| LCN | Nom de la chaîne |
| --- | ---------------- |
| 5   | France 5         |
| 6   | M6               |
| 7   | Arte             |
| 9   | W9               |
| 22  | 6ter             |

#### Multiplex R6
| LCN | Nom de la chaîne |
| --- | ---------------- |
| 1   | TF1              |
| 10  | TMC              |
| 11  | TFX              |
| 12  | NRJ 12           |
| 13  | LCP              |

#### Multiplex R7
| LCN | Nom de la chaîne |
| --- | ---------------- |
| 20  | TF1 Séries Films |
| 21  | L'Équipe         |
| 23  | RMC Story        |
| 24  | RMC Découverte   |
| 25  | Chérie 25        |

## Radio
L'émetteur du Haut-Folin diffuse le programme 3 radios publiques en FM avec une puissance commune de 8 kW. Ces diffusions sont assurées par l'opérateur Towercast,.
| Fréquence | Station        | Code RDS (PS) |
| --------- | -------------- | ------------- |
| 88.1      | France Inter   | __INTER_      |
| 94.1      | France Musique | MUSIQUE_      |
| 97.3      | France Culture | _CULTURE      |

## Téléphonie mobileet autres transmissions
| Opérateur | 2G  | 3G  | 4G  | FH  |
| --------- | --- | --- | --- | --- |
| Orange    | Oui | Oui | Non | Oui |
| Free      | Non | Oui | Oui | Oui |

- IFW (opérateur de WiMAX) : boucle locale radio de 3 GHz
- SFR : faisceau hertzien
- TDF : faisceau hertzien
- Private mobile radiocommunications

## Photos du site
- Sur tvignaud (consulté le 21 avril 2017).
- Sur annuaireradio.fr (consulté le 21 avril 2017).